# Magnézium-karbonát
| Magnézium-karbonát                                                                                              |                                                             |
| |                                                             |
| \| \| \| |                                                             |
| |                                                             |
| Kémiai azonosítók                                                                                               |                                                             |
| CAS-szám | 546-93-0                                                    |
| PubChem | 11029                                                       |
| ChemSpider | 10563                                                       |
| EINECS-szám | 208-915-9                                                   |
| DrugBank | DB09481                                                     |
| KEGG | C12893                                                      |
| ChEBI | 31793                                                       |
| RTECS szám | OM2470000                                                   |
| ATC kód | , A02AA01, A06AD01, V03AE04 (kalcium-acetáttal együtt)      |
| Gyógyszer szabadnév                                                                                             | magnesium carbonate                                         |
| Gyógyszerkönyvi név                                                                                             | Magnesii subcarbonas levis, Magnesii subcarbonas ponderosus |
| InChIKey | ZLNQQNXFFQJAID-UHFFFAOYSA-L                                 |
| UNII | 0IHC698356                                                  |
| ChEMBL | CHEMBL1200736                                               |
| Kémiai és fizikai tulajdonságok                                                                                 |                                                             |
| Kémiai képlet                                                                                                   | MgCO3                                                       |
| Moláris tömeg                                                                                                   | 84,32 g/mol                                                 |
| Megjelenés | fehér, szilárd                                              |
| Sűrűség | 2,958 g/cm³, szilárd                                        |
| Olvadáspont | 350 °C elbomlik                                             |
| Oldhatóság (vízben)                                                                                             | 10,6 mg/100 ml                                              |
| Kristályszerkezet                                                                                               |                                                             |
| Kristályszerkezet                                                                                               | trigonális                                                  |
| Termokémia |                                                             |
| Std. képződési entalpia ΔfHo298                                                                                 | -1111,69 kJ/mol                                             |
| Standard moláris entrópia So298                                                                                 | 65,84 JK‒1mol‒1                                             |
| Veszélyek |                                                             |
| EU osztályozás                                                                                                  | Nincsenek veszélyességi szimbólumok                         |
| R mondatok | Nincs R-mondat                                              |
| S mondatok | Nincs S-mondat                                              |
| Rokon vegyületek                                                                                                |                                                             |
| Azonos anion | kalcium-karbonát stroncium-karbonát bárium-karbonát         |
| Ha másként nem jelöljük, az adatok az anyag standardállapotára (100 kPa) és 25 °C-os hőmérsékletre vonatkoznak. |                                                             |
| |                                                             |

A magnézium-karbonát (MgCO3) egy fehér, szobahőmérsékleten szilárd anyag, mely a természetben is megtalálható. A természetben számos hidrát és bázikus formája is előfordulhat. Számos célra hasznosítható.

## Tulajdonságok
A magnézium-karbonát legismertebb formája az anhidrát magnezit (MgCO3). Ez fehér, trigonális kristályokból áll. Vízben, acetonban és ammóniában nem oldható, savas közegben viszont oldékony. A magnézium-karbonát kalcitként kristályosodik, azaz minden egyes Mg2+ atomot hat darab O atom vesz körbe.

## Felhasználása
- tűzoltókészülékekben töltőanyagként
- tisztítószerekben
- fogkrémekben és kozmetikumokban
- sportolásnál, ahol nagy tapadásra van szükség (falmászás, sziklamászás, súlyemelés, gimnasztika)
- élelmiszerek esetében savanyúságot szabályozó anyagként, E504i néven alkalmazzák. Élelmiszerek esetén nincs napi maximum beviteli mennyisége, ismert mellékhatása nincs
- Gyomorsav közömbösítésére